# Сеид
Сеи́д, Саид, Сайид, Сейид, Сеййи́д, Саййидатаи  (араб. سيّد‎ — вождь, господин, глава) — почётный титул для потомков пророка Мухаммеда через его дочь Фатиму и внука Хусейна. Потомки внука Хасана — шерифы. В исламских странах сейиды пользовались особыми привилегиями: они имели право ходатайствовать за преступников и освобождались от телесных наказаний и смертной казни. Отличием сеида у суннитов была, как правило, зелёная чалма, а у шиитов — чалма чёрного цвета. Сеиды пользуются особым почитанием.
Сеидами в мусульманском мире называли потомков пророка Мухаммеда от его дочери Фатимы и четвёртого халифа и двоюродного брата Али ибн Абу Талиба. Сеиды составляли обособленную группу в социальной иерархии мусульманского общества. В сознании мусульман сеиды часто отождествлялись со святыми (авлия). Сеиды считались главными представителями религиозных идей ислама.
В Азербайджане на Апшероне находится село Пирекешкюль, где компактно проживали сеиды из Халхала в Иране. Если зайти на местное кладбище, можно увидеть могилы сеидов.
Другой термин с очень похожим значением — шериф.